# Rödmyreblomfluga
Rödmyreblomfluga (Microdon myrmicae) är en tvåvingeart som beskrevs av Schonrogge, Barr, Wardlaw, Napper, Gardner, Breen, Elmes och Thomas 2002. Rödmyreblomfluga ingår i släktet myrblomflugor, och familjen blomflugor. Arten är reproducerande i Sverige. Inga underarter finns listade i Catalogue of Life.